# Новосёлки (Курская область)
Новосёлки — деревня в Фатежском районе Курской области России. Входит в состав Верхнелюбажского сельсовета.

## География
Деревня находится в северной части Курской области, в пределах Дмитриевско-Курской гряды, в лесостепной зоне, к югу от реки Свапы, на расстоянии примерно 20 километров (по прямой) к северу от города Фатежа, административного центра района. Абсолютная высота — 195 метров над уровнем моря.

### Климат
Климат характеризуется как умеренно континентальный, с тёплым летом и умеренно холодной зимой. Среднегодовая температура — 4,9 °C. Средняя температура воздуха самого тёплого месяца (июля) — 16 — 20 °C (абсолютный максимум — 40 °C); самого холодного (января) — −12 — −5 °C (абсолютный минимум — −37 °C). Продолжительность безморозного периода составляет в среднем 151 день. Вегетационный период длится около 182 дней. Среднегодовое количество атмосферных осадков составляет 582 мм, из которых 460 мм выпадает в период с апреля по октябрь. Снежный покров держится в течение 139 дней.

### Часовой пояс
Деревня Новосёлки, как и вся Курская область, находится в часовой зоне МСК (московское время). Смещение применяемого времени относительно UTC составляет +3:00.

## Население
| 1979 | 2002 | 2010 |
| ---- | ---- | ---- |
| 145  | ↘28  | ↘9   |

### Половой состав
По данным Всероссийской переписи населения 2010 года в половой структуре населения мужчины составляли 44,4 %, женщины — соответственно 55,6 %.

### Национальный состав
Согласно результатам переписи 2002 года, в национальной структуре населения русские составляли 93 %.

## Инфраструктура
Личное подсобное хозяйство. В деревне 24 дома.

## Транспорт
Новосёлки находится в 3 км от автодороги федерального значения М2 «Крым» (часть европейского маршрута E 105), в 5 км от автодороги регионального значения 38К-002 (Верхний Любаж — Поныри), на автодорогe межмуниципального значения 38Н-232 (М-2 «Крым» – Петроселки), в 27 км от ближайшей ж/д станции Курбакинская (линия Арбузово — Лужки-Орловские).
В 188 км от аэропорта имени В. Г. Шухова (недалеко от Белгорода).